# Болезнь Штаргардта
 Болезнь Штаргардта  или  жёлтопятнистая абиотрофия сетчатки  (лат. fundus flavimaculatus), является генетически обусловленной формой ювенильной макулярной дегенерации, которая вызывает прогрессирующее ухудшение зрения, как правило, до точки официальной слепоты. Прогрессирование обычно начинается в возрасте 6-12 лет и замедляется вскоре после быстрого снижения остроты зрения. Несколько генов ассоциированы с этим расстройством. Симптомы обычно развиваются до возраста двадцати лет, и включают волнообразное искажение прямых линий, слепые пятна, размытость, нарушение цветового зрения и трудности с адаптацией при тусклом освещении.

## Признаки и симптомы
Основным симптомом болезни Штаргардта является снижение остроты зрения от 0.4 до 0.1. Те, у кого болезнь Штаргардта чувствительна к бликам, в пасмурные дни получают некоторое облегчение. Зрение наиболее заметно ухудшается, когда поражена макула (область в центре сетчатки и фокусе зрения), а периферическое зрение затронуто меньше. Симптомы обычно появляются в возрасте до 20 лет. Симптомы включают в себя волнистое видение, слепые пятна, размытость, нарушение цветового зрения и трудности с адаптацией при тусклом освещении.

## Генетика
Болезнь Штаргардта связана с несколькими разными генами:
- STGD1: наиболее распространенная форма болезни Штаргардта является рецессивная форма, вызванная мутациями в гене ABCA4. Она также может быть связана с геном CNGB3 .
- STGD3: Существует также редкая доминантная форма болезни Штаргардта, вызыванная мутациями в гене ELOVL4.
- STGD4: Связанная с геном PROM1.

Классификация «STGD2» больше не используется.

## Патофизиология
Генетический дефект проявляется в визуальном цикле фототрансдукции. Неисправность АТФ-связывающего кассетного транспортера приводит к накоплению токсичного метаболита липофусцина в пигментном эпителии сетчатки глаза.
Форма болезни Штаргардта, которая включает в себя дроссельную схему дистрофии, обусловлена мутацией в гене, который кодирует связанный с мембраной белок, который, в свою очередь, участвует в удлинении очень длинноцепочечных жирных кислот (ELOVL4).

## Лечение
Нет доступного лечения для болезни Штаргардта. Многие пациенты используют лупы и, чтобы замедлить развитие болезни, носят солнцезащитные очки.

## Прогноз
Долгосрочный прогноз для пациентов с болезнью Штаргардта колеблется в широких пределах.
Болезнь Штаргардта не оказывает никакого влияния на общее состояние здоровья и продолжительность жизни. Некоторые пациенты могут водить машину.

## Эпидемиология
Болезнь Штаргардта — наиболее распространенная форма наследственной дегенерации жёлтого пятна несовершеннолетних.

## Исследования
22 ноября 2010 года было объявлено, что Advanced Cell Technology получил разрешение от United States Food and Drug Administration немедленно инициировать фазы I/II многоцентрового клинического исследования с использованием клеток сетчатки, полученных из эмбриональных стволовых клеток человека (ЭСК) для лечения пациентов с болезнью Штаргардта.
В сентябре 2011 года ACT объявил о начале очередного этапа лечения для SMD и Dry AMD, так как первый этап оказался безопасным с точки зрения независимого совета экспертов. В марте 2013 года, после лечения и сбора данных о 18 больных, Advanced Cell получил одобрение, чтобы проверить его лечение стволовыми клетками на пациентах с остротой зрения 0,2.
Недавно было обнаружено, что новый препарат может удалить липофусцин из клеток пигментного эпителия сетчатки. Это открывает новую возможность терапии для лечения болезни Штаргардта. Препарат в настоящее время предоставляется как лекарство от орфанного заболевания болезни Штаргардта Европейским агентством по лекарственным средствам.

## История
Болезнь была обнаружена в 1909 году Карлом Штаргардтом (нем. Karl Stargardt), офтальмологом в Берлине.
В 1997 году было обнаружено, что мутации в гене ABCA4 являются причиной болезни Штаргардта. Мутации вызывают выработку дисфункционального белка, который не может выполнить перенос энергии для фоторецепторных клеток сетчатки. Клетки фоторецепторов вырождаются, что приводит к потере зрения.

## Известные люди
Рексова, Александра (род. 2005) — словацкая горнолыжница, паралимпийская чемпионка 2022 года.